# Kajsa Crona
Kajsa Crona är en arkitekt och adjungerad professor i boendets arkitektur på Chalmers. Crona är praktiserande arkitekt och regionchef på Tengbom i region väst. 
Hon är specialist på bostäder och har bland annat lett arbetet med Kronjuvelen på Eriksberg i Göteborg. . Crona mottog som medarbetare på KUB arkitekter Kasper Salin-priset 2010 för skivfilteranläggningen på Ryaverket. Tillsammans med Håkan Trygged mottog hon Sveriges arkitekters bostadspris 2004 för flerbostadshuset Mors Backe i Göteborg.